# Fondo Nacional para el Fomento de las Artesanías
El Fondo Nacional para el Fomento de las Artesanías (FONART) es un fideicomiso público del gobierno federal mexicano, sectorizado en la Secretaría de Cultura. Fue creado en 1974 para promover y difundir la artesanía mexicana y apoyar a los artesanos para que obtengan mejores ingresos por la venta de sus artesanías.
El FONART apoya la elaboración de proyectos productivos artesanales mediante la entrega de apoyos que pueden ser utilizados en capacitación y/o asistencia técnica, apoyos a la producción para la compra de materia prima, la prevención de la salud de los artesanos a través de equipos de apoyo, el acopio de artesanías en comunidades a precio justo para su venta en tiendas FONART, ferias y exposiciones nacionales e internacionales que permiten ampliar los esquemas de comercialización de los artesanos, concursos de artesanías a nivel local, regional y nacional, proyectos estratégicos y la remodelación y promoción de talleres artesanales en puntos turísticos. 
FONART benefició directamente a 48 748 artesanos en 2016. Cuenta con cuatro puntos de venta ubicados en la Ciudad de México así como la venta de artesanías en línea en las plataformas de Kichink y Amazon México.